# Сільськогосподарський науковий комітет України
Сільськогоспо́дарський науко́вий коміте́т Украї́ни, осередок сільськогосподарської науки в Україні у 1920-их pp.
Сільськогосподарський науковий комітет України постав 1918 у Києві на базі сільськогосподарського відділу Міністерства Зем. Справ УНР. Фактичний його розвиток почався з 1922, коли Сільськогосподарський науковий комітет України став центральною установою в рамках Наркомзему УРСР, яка закладала й об'єднувала досліди з різних ділянок сільськогосподарської науки а також вела деяку практичну й освітню роботу з обсягу аґрономії. Тоді його централя була перенесена до Харкова, але й далі частину праці ведено у Києві (зокрема видавництво). Працею Комітету керувала Президія (перший голова Сергій Веселовський. науковий секретар Олександр Яната) і Наукова Рада. Наукова праця велася в секціях, (рільництва, ґрунтознавства, ботаніки, тваринництва, меліорації, метеорологічній, економіки сільського господарства, охорони природи та ін.), спеціальних комісіях тощо.
Сільськогосподарський науковий комітет України мав низку філій (крім Київської — Вінницьку, Полтавську й ін.), ініціював створення ряду дослідних аґрономічних станцій, надморських станцій перелітних птахів тощо; з його підтримкою постали нові наук. установи (Український інститут прикладної ботаніки, Український інститут захисту рослин, Український інститут тваринництва), і вели теоретичну роботу з ділянки сільського господарства деякі інститути ВУАН та поодинокі учені.
Зокрема велику працю провела Секція Ґрунтознавства, якою керував Григорій Махів (вона видала серед інших першу синтетичну «Мапу ґрунтів України» і 10 тт. «Матеріалів дослідження ґрунтів України») та ботаніки, що під керівництвом Олександра Янати випустила серед ін. «Ботанічно-географічне районування України» (1925) і почала видання «Флори України».
На базі метеорологічної секції було створено у 1921 році Українську метеорологічну службу (Укрмет), яка стала основою майбутньої гідрометеорологічної служби України.
Сільськогосподарський науковий комітет України видавав низку журналів: «Бюлетень Сільськогосподарського наукового комітету України» (у Києві, у 1921), «Вісник сільськогосподарської науки» (місячник; 1922 — 24, 1927 — 29), «Труди сільськогосподарської ботаніки» (2 тт. і 6 випусків, 1926 — 29), «Аґроном» (орган Київської філії, 1923 — 26), «Вісник пасічництва» (місячник у Києві, 1926 — 27), «Бюлетень боротьби з шкідниками сільськогосподарських рослин» (у Києві, 1923 — 24) та ін.
Сільськогосподарський науковий комітет України об'єднував майже всіх дослідників сільського господарства і споріднених наук України. Серед них, крім вищеподаних, слід згадати: аґрономів Олександра і Олексія Филиповських, ґрунтознавців Володимира Крокоса і Олексія Соколовського, геологів Володимира Різниченка, Павла Тутковського і Федора Полонського, ботаніка Євгена Вотчала, ентомолога Іринарха Щоголіва, зоолога Миколи Шарлеманя, лісівника Василя Огієвського; метеорологів і кліматологів Миколу Данилевського та Бориса Срезневського; гідролога Євгена Оппокова (керівник Меліораційної Секції) та інших.
1928 року більшовики ліквідували Сільськогосподарський науковий комітет України як нібито «націоналістичну» установу; його інституції і працівників (чимало з них згодом репресовано) частково перебрала заснована 1926 р. Всеукраїнська академія сільськогосподарських наук. Відтоді в СРСР існування Сільськогосподарського наукового комітету України замовчувалося.